# Shanghai Voleibol Clube
O Shanghai Jinse Nianhua Nanzi Paiqiu Julebu (chinês simplificadoː上海金色年华男子排球俱乐部S, fonéticaːShànghǎi Jīnsè Niánhuá Nánzǐ Páiqiú Jùlèbù‎‎),  é um time chinês de voleibol masculino da cidade de Xangai. Atualmente disputa a Super Liga A1 Chinesa.

## Resultados obtidos nas principais competições

### Títulos conquistados
- Campeonato Chinês (13 vezes):1999-00, 2003-04, 2004-05, 2005-06, 2006-07, 2007-08, 2008-09, 2009-10, 2010-11, 2011-12, 2014-15, 2015-16 e 2016-17